# August Wittmann
August Wittmann (München, 20 juli 1895 - Glonn, 29 maart 1977) was een Duitse officier en Generalleutnant tijdens de Tweede Wereldoorlog. Hij voerde het commando over de 1. Volks-Gebirgs-Division tot het einde van de oorlog.

## Leven
Op 20 juli 1895 werd August Wittmann in München geboren. Hij was de zoon van de brouwerij directeur Peter Wittmann (overleden 12 februari 1923) en zijn vrouw Marie Wittmann (geboortenaam Besendorfer). Na zijn opleiding aan het gymnasium, was hij werkzaam als sportleraar, padvinder, klimmer en skiër.

### Eerste Wereldoorlog
Op 16 augustus 1914 meldde Wittmann zich als Kriegsfreiwilliger (oorlogsvrijwilliger) in dienst van het Beiers leger. Hij werd geplaatst bij het 1. Feldartillerie-Regiment „Prinzregent Luitpold“. Na het voltooien van zijn basisopleiding ging hij op 27 september 1914 met zijn regiment te velde. Witmmann werd op 1 januari 1915 overgeplaatst naar het 8. Reserve-Feldartillerie-Regiment. Hierna volgde op 29 mei 1917 zijn bevordering tot Leutnant der reserve (tweede luitenant in de militaire reserve). Wittmann vocht aan het Oostfront en Westfront.
Op 18 december 1918 werd hij ontslagen uit de Deutsches Heer.

### Interbellum
Na de beëindiging van de Eerste Wereldoorlog, begon Wittmann aan een studie aan de technische hogeschool voordat hij weer in militaire dienst kon treden. Vanwege de chaos in München werd Witmann op 22 april 1919 lid van het vrijkorps Landsberg am Lech. Tussen 21 april en 16 mei 1919 nam hij deel aan gevechten van het neerslaan van de opstandige Münchense Radenrepubliek. Na de bevrijding van München werd Wittmann op 1 juli 1919 overgenomen in de Reichswehr. En werd geplaatst in het Infanteriegeschützbatterie 44. Op 30 september 1920 werd hij wederom weer ontslagen uit het leger.
Na Wittmann nog geen beroepsopleiding of studie had afgerond trad hij op 1 oktober 1920 in dienst van de Bayerische Polizei. In de politie diende hij onder verschillende commando's en werd meerdere malen bevorderd tot de eindrang van Polizeihauptmann (kapitein in de politie).
Op 26 september 1923 trouwde Wittmann met Hildegard Schilling. Het is niet bekend of het echtpaar ook kinderen heeft gekregen. De rouwadvertentie in het boek van Kaltenegger geeft alleen een broer(s) en zus(sen) aan.
Op 1 oktober 1935 volgde zijn opname in de Wehrmacht. En werd Wittmann ingeschaald als een Hauptmann en batterijchef in het Gebirgs-Artillerie-Regiment 69. Na zijn bevordering tot Major (majoor) werd Wittmann benoemd tot batterijchef van het 4e batterij in het Gebirgs-Artillerie-Regiment 79. Van 1 oktober 1937 was hij commandant van het 2e bataljon van het Gebirgs-Artillerie-Regiment 79 en Gebirgs-Artillerie-Regiment 111. Hierna werd Wittmann bevorderd tot Oberstleutnant (luitenant-kolonel).

### Tweede Wereldoorlog
Aan het begin van de Tweede Wereldoorlog diende hij als afdelingscommandant. En was van 15 maart 1940 commandant van het 256e Artillerieregiment in de 256e Infanteriedivisie. Begin oktober 1940 volgde zijn bevordering tot Oberst (kolonel) en zijn benoeming tot commandant van het Gebirgs-Artillerie-Regiments 95 in de 5. Gebirgs-Division. Wittman diende tot 20 januari 1943 in deze functie. Op 21 juni 1941 werd Wittmann onderscheiden met het Ridderkruis van het IJzeren Kruis voor de bijzondere verdiensten tijdens de verovering van Kreta en de prestatie van zijn regiment. Na zijn afscheid van het Gebirgs-Artillerie-Regiments 95 werd hij in het Führerreserve geplaatst. Van 1 april tot 15 mei 1943 was Witmman met het leiderschap belast van de 390. Feldausbildungs-Division, deze divisie maakte onderdeel uit van de Heeresgruppe Mitte. In aansluitend hierop werd Wittmann weer in het Führerreserve van het Oberkommando des Heeres (OKH) geplaatst. Op 10 juni 1943 werd hij bevorderd tot Generalmajor (brigadegeneraal) met terugwerkende kracht van 1 juni 1943. 
In mei 1943 werd hij als General zur besonderen Verwendung (z.b.V.) naar de staf van de Heeresgruppe E gecommandeerd. Aansluitend volgde Wittmanns belasting met het leiderschap over de 369. Kroatischen Infanteriedivision (vrije vertaling: 369 Infanteriedivisie (Kroatië)). Met deze divisie nam hij deel aan de bestrijding van partizanen (Bandenbekämpfung) in het verantwoordelijkheidsgebied van de communistische Josip Broz Tito.
Voor een korte periode in augustus 1943 was Wittmann plaatsvervangend bevelhebber Saloniki-Ägäis. Op 1 oktober 1943 volgde zijn benoeming tot commandant van de 3. Gebirgs-Division. In de loop van het oorlogsjaar van 1943 volgde verschillende zware defensieve gevechten van de Zee van Azov tot aan Donets. Hierna vocht de 3. Gebirgs-Division tot begin oktober 1943 als steunpilaar van de Heer in het Russische Heidelberg. De divisie van Wittmann vocht nog tot het einde van november 1943 door. Van 19 december 1943 tot 1 januari 1944 was hij betrokken bij de defensieve gevechten om het bruggenhoofd van Nikopol. Wittmann voerde tot 29 mei 1944 de 3. Gebirgs-Division. In de laatste maand van zijn commando werd hij nog bevorderd tot Generalleutnant (generaal-majoor). 
Op 18 mei 1944 werd door de Generalleutnant Mieth, bevelvoerend-generaal van het 4e Legerkorps, de volgende beoordeling van Wittmann:
Frische, schwungvolle und tatkräftige Person mit gesundem Ehrgeiz, Führernatur, Nationalsozialist. Zeichnete sich durch mitreißende Tapferkeit und vorbildliche Einsatzbereitschaft aus. Hat seine Division straff und umsichtig geführt und zahlreiche Krisenlagen gemeistert. Geistig überdurchschnittlich veranlagt, taktisch gut geschult, körperlich zäh und leistungsfähig. Mitreißende Tapferkeit und vorbildliche Einsatzbereitschaft, krisenfest. Mitunter etwas empfindlich. Über Durchschnitt.
Fris, levendig en energiek persoon met gezonde ambitie, leiderschapskarakter, nationaalsocialist. Onderscheiden door zijn inspirerende moed en voorbeeldige inzet voor actie. Leidde zijn divisie strak en zorgvuldig en beheerste talloze crisissituaties. Mentaal bovengemiddeld, tactisch goed getraind, fysiek sterk en efficiënt. Bedwelmende moed en voorbeeldige inzet, veerkrachtig bij crisis. Soms een beetje gevoelig. Boven gemiddeld.
Na een korte periode in het Führerreserve (OKH) volgde zijn benoeming tot commandant van de 117. Jäger-Division, Wittmann gold als een kenner van de Balkan en kreeg daarom dit commando. Op 25 augustus 1944 werd hij onderscheiden met het Duitse Kruis in goud voor zijn bijdrage in de strijd tegen de partizanen.
Na de commando-overdracht van de 117. Jäger-Division aan zijn lang durige bergartilleriekameraad Hans Kreppel, werd Wittmann op 17 maart 1945 officieel benoemd tot commandant van de 1. Volks-Gebirgs-Division. 
In het voorjaar van februari 1945 nam de 1. Volks-Gebirgs-Division van 5 tot 22 maart 1945 als onderdeel van het 22e Bergkorps onder de General der Gebirgstruppe Hubert Lanz aan de laatste grote beslissende slag in Hongarije deel. Na de mislukte aanval van het 6e Pantserleger, moesten de eenheden ten noordelijk van het Balatonmeer zich terugtrekken. De 1. Volks-Gebirgs-Division van Wittmann moest de Rába-oversteek bij Kam veilig stellen. Op 28 maart 1945 keerde de divisie naar de linie Also Hegy - Beicz Gyertyanos terug.
Eind april 1945 volgde de laatste grote aanval waar de 1. Volks-Gebirgs-Division aan mee vocht. De situatie was inmiddels kritisch, uitzichtloos, op 1 mei 1945 noteerde Wittmann in zijn dagboek:
Regen - Schnee - Kälte - Nebel. Es ist Winter geworden. Die Lebens- und Kampfbedingungen sind hart geworden. Ablösung gut. (...) Mittage Angriff gegen Linie Ochsenkopf. (...) Meldung: Führer gefallen. Nun ist uns auch das Schwerste nicht erspart geblieben. Und trotzdem müssen wir durch die Finsternis hindurch zum Licht, zu unserer neuen Zukunft. Gebe Gott, dass unser Volk nicht zerbricht.
Regen - Sneeuw - Koude - Mist. Het is winder geworden. De leef- en gevechtsomstandigheden zijn hard geworden. Aflossing goed. (...) Middagaanval op de Ochsenkopf-linie. (...) Officieel bericht: Führer gesneuveld. Nu is ons het zwaarste deel niet bespaard gebleven. En toch moeten we door de duisternis heen naar het licht, naar onze nieuwe toekomst. God geve dat ons volk niet gebroken zal worden.
Op 8 mei 1945 om: 21.00 uur werd er onvoorwaardelijk gecapituleerd. Wittmann kwam in Amerikaans krijgsgevangenschap bij Mauerkirchen.

## Na de oorlog
In november 1945 werd Wittmann vrijgelaten uit het krijgsgevangenschap. In 1957 was hij de drijvende kracht achter het monument voor de gesneuvelde bergtroepen op de Hohen Brendten in het Mittenwald. 
Over het verdere verloop van zijn leven is niets bekend. Op 29 maart 1977 stierf Wittmann in Glonn.

## Militaire carrière
Wittmann bekleedde verschillende rangen in zowel de Deutsche Heer als Heer. De volgende tabel laat zien dat de bevorderingen niet synchroon liepen.
| Datum                                 | Deutsche Heer                | Politie             | Heer            |
| ------------------------------------- | ---------------------------- | ------------------- | --------------- |
| 16 augustus 1914                      | Kriegsfreiwilliger           | —                   | —               |
| 30 april 1915                         | Gefreiter                    | —                   | —               |
| 17 juli 1915                          | Unteroffizier                | —                   | —               |
| 9 juli 1915                           | Vizewachtmeister der reserve | —                   | —               |
| 21 mei 1917 (Patent 23 januari 1916)  | Leutnant der reserve         | —                   | —               |
| 5 oktober 1932                        | —                            | Polizeileutnant     | —               |
| 1 juni 1923                           | —                            | Polizeioberleutnant | —               |
| 1 juli 1931                           | —                            | Polizeihauptmann    | —               |
| 1 augustus 1935 (RDA 1 februari 1930) | —                            | —                   | Hauptmann       |
| 1 november 1935                       | —                            | —                   | Major           |
| 30 september 1938                     | —                            | —                   | Oberstleutnant  |
| 15 september 1941                     | —                            | —                   | Oberst          |
| 10 juni 1943 (RDA 1 juni 1943)        | —                            | —                   | Generalmajor    |
| 20 mei 1944 (RDA 1 april 1944)        | —                            | —                   | Generalleutnant |

- Opmerking: de rang van Generalmajor is vergelijkbaar met die van een hedendaagse Brigadegeneraal (OF-6). Het Duitse leger (Heer) kende tijdens de Tweede Wereldoorlog geen rang van een Brigadegeneraal, waardoor de eerste generaalsrang een Generalmajor was. Het naoorlogse Duitse leger kent overigens wel volgens de NAVO schaal een Brigadegeneraal als eerste generaalsrang.

## Onderscheidingen
Selectie:
- Voorgedragen voor het Eikenloof bij het Ridderkruis van het IJzeren Kruis op 29 mei 1944, afgewezen door de Heeresgruppe Südukraine[28]
- Ridderkruis van het IJzeren Kruis op 21 jun 1941 als Oberstleutnant en Commandant van het Gebirgs-Artillerie-Regiment 95[25][24][29][26]
- Duitse Kruis in goud op 25 augustus 1944 als Generalleutnant en Commandant van de 3. Gebirgs-Division[25][24][29][26]
- Herhalingsgesp bij IJzeren Kruis 1939, 1e Klasse (25 mei 1940[25]) en 2e Klasse[24] (6 oktober 1939[25])
- IJzeren Kruis 1914, 1e Klasse[24] en 2e Klasse (5[24]/6 mei 1915[25])
- Erekruis voor Frontstrijders in de Wereldoorlog[25] in 1934[24]
- Orde van Militaire Verdienste (Beieren)
  - 3e Klasse met Zwaarden op 4 juli 1915[24]
  - 4e Klasse met Zwaarden op 12 september 1917[24]
- Hij werd eenmaal genoemd in het Wehrmachtsbericht. Dat gebeurde op:
- 11 juni 1941[24][30]
- 24 oktober 1943[31][32]

## Afkortingen
- (de)  mit der Führung beauftragt (m.d.F.b.) - vrije vertaling: met het leiderschap belast
- (de)  i.V. (in Vertretung) - plaatsvervangend